# Frasers Group
Frasers Group plc (tidligere Sports Direct International plc) er en britisk detailhandelskoncern, som er navngivet efter sit ejerskab af stormagasinkæden House of Fraser. Andre butikskæder i koncernen inkluderer Jack Wills, GAME, Flannels, USC, Lillywhites og Evans Cycles. De har flere kendte brands som Everlast, Lonsdale, Slazenger og No Fear. De driver også fitnesskæden Everlast Fitness Club.
Virksomheden blev etableret i 1982 af Mike Ashley og har i dag ca. 670 butikker.